# Kommunalverbund Niedersachsen/Bremen
Im Kommunalverbund Niedersachsen/Bremen e.V. haben sich 28 Gemeinden in der Region Bremen vereinigt.

## Geschichte, Aufgaben
Am 14. Juni 1991 gründeten in der Form eines Vereins Bremen und seine Nachbargemeinden den Kommunalverbund Niedersachsen/Bremen e.V., um die Zusammenarbeit der damals 24 Mitglieder zu stärken. Jedes Mitglied hat im Verbund eine Stimme. In damals mehreren gegründeten Arbeitsgemeinschaften (die heute in der Form nicht mehr existieren) für Wohnungsbau/Siedlungsplanung, Kultur, Umwelt und Gesundheit/Soziales sollen Probleme in einem „Frühwarnsystem“ verringert und Gemeinsames verbessert werden. Wirtschaftlich soll der Raum des Verbundes laut Satzung dabei strukturell gestärkt werden. Er ist u. a. Mitglied in der AG Regionalverbände in Ballungsräumen. Im Kommunalverbund wurde der Grünen Ring Region Bremen entwickelt und 2003 eingeführt. Der Kommunalverbund wirkt seit 2005 bei der Regionalentwicklung und Planung im  Projekt INTRA (Interkommunales Raumstrukturkonzept Region Bremen) mit.
Für die von zahlreichen Verwaltungsgrenzen geprägte Region stellt der Kommunalverbund mit dem Demografie-Monitoring und dem Regional-Monitoring die wichtigen Kennwerte der Region mit über 100 Indikatoren dar.
2016 hat der Verbund 28 Mitglieder. Im Verbund leben derzeit (2016) 1,05 Millionen Menschen, das sind 40 Prozent der Einwohner in der Metropolregion Nordwest.
Vereinsvorsitzende ist Suse Laue, Bürgermeisterin von Syke. Stellvertretender Vorsitzender ist Andreas Bovenschulte, Bürgermeister und Präsident des Senats von Bremen. Die Geschäftsstelle hat ihren Sitz in Delmenhorst.

## Projekte
In den letzten Jahren ist der Kommunalverbund im Bereich Förderung bzw. Schaffung planerischer Grundlagen für die Förderung des Fahrradverkehrs aktiv. In diesem Rahmen hat er die Projekte KMK: R (Regionales Mobilitätskonzept: Radverkehr) und RMS21 (Regionale Machbarkeitsstudie zur verbesserten Erreichbarkeit der drei Zentren Bremen, Delmenhorst und Oldenburg in der Metropolregion Nordwest) durchgeführt. Bei beiden Projekten ist ein regionsweites Netz von Radrouten mit potenzieller Bedeutung für den Alltagsradverkehr entwickelt worden, das im RMS21 mit erhöhten Standards als Radschnellverbindung oder Radvorrangroute durchgeplant wurde. Hier wurde auch mit der Stadt Oldenburg zusammengearbeitet, die nicht Mitglied im Verein ist.
Ebenso werden Projekte für ein stadtregionales Verkehrskonzept für Bremen und zur Förderung der Photovoltaik in der Kommune betrieben. Zu diesen Projekten und anderen Themen werden Veranstaltungen durchgeführt, zu denen auf den Webseiten teils umfangreiche Dokumentationen veröffentlicht werden.

## Mitglieder
Zum Kommunalverbund Niedersachsen/Bremen gehören folgende Mitglieder (Einwohnerstand 2020):
- Stadt Achim: 32.084 Einwohner
- Stadt Bassum: 16.072 Einwohner
- Gemeinde Berne: 6.805 Einwohner
- Bremen: 566.573 Einwohner
- Samtgemeinde Bruchhausen-Vilsen: 17.553 Einwohner
- Kreisfreie Stadt Delmenhorst: 77.503 Einwohner
- Gemeinde Dötlingen: 6.336 Einwohner
- Gemeinde Ganderkesee: 31.502 Einwohner
- Gemeinde Grasberg: 7.886 Einwohner
- Samtgemeinde Hambergen: 11.854 Einwohner
- Samtgemeinde Harpstedt: 10.660 Einwohner
- Gemeinde Lemwerder: 7.044 Einwohner
- Gemeinde Lilienthal: 19.859 Einwohner
- Landkreis Oldenburg: 131.467 Einwohner
- Landkreis Osterholz: 114.640 Einwohner
- Stadt Osterholz-Scharmbeck: 30.366 Einwohner
- Flecken Ottersberg: 13.030 Einwohner
- Gemeinde Oyten: 16.030 Einwohner
- Gemeinde Ritterhude: 14.733 Einwohner
- Gemeinde Stuhr: 33.565 Einwohner
- Gemeinde Schwanewede: 20.329 Einwohner
- Stadt Syke: 24.261 Einwohner
- Samtgemeinde Thedinghausen: 15.359 Einwohner
- Stadt Twistringen: 12.423 Einwohner
- Stadt Verden: 27.636 Einwohner
- Gemeinde Weyhe: 31.011 Einwohner
- Stadt Wildeshausen: 20.454 Einwohner
- Gemeinde Worpswede: 9.614 Einwohner

## Veröffentlichungen
- KVNB: Kommunikation zum regionalen Radnetz. Kurzbericht. Delmenhorst 2023